# Adolf Göschen
Adolf Göschen (auch Adolph Goeschen; * 20. Februar 1803 in Königsberg (Preußen); † 27. März 1898 in Hamburg-Harburg) war ein deutscher lutherischer Theologe und Generalsuperintendent der Generaldiözese Harburg.

## Leben
Adolf Göschen war ein Sohn des Rechtswissenschaftlers Johann Friedrich Ludwig Göschen und dessen Ehefrau Charlotte (1781–1862), geb. Delbrück. Der Rechtswissenschaftler Otto Göschen und der Mediziner Alexander Göschen waren seine Brüder. Adolf Göschen studierte ab 1820 Theologie in Berlin, Tübingen und Göttingen und legte 1824 sein erstes theologisches Examen in Hannover ab. Von 1825 bis 1828 war er Hauslehrer und Repetent am Theologischen Stift in Göttingen. Nachdem er 1828 sein zweites Examen bestanden hatte und 1831 ordiniert worden war, arbeitete er als Pastor am Zuchthaus in Celle. 1842 wurde er zweiter Pastor (Kaplan) in Wunstorf, 1848 Superintendent in Ilfeld.  Ab 1855 war er erster Pastor an der Dreifaltigkeitskirche und Generalsuperintendent von Harburg. 1881 wurde er emeritiert.
Göschen wurde mit dem hannoverschen Guelphen-Orden sowie mit dem preußischen Roten Adlerorden (3. Klasse) ausgezeichnet. Zu seinen Kindern gehörte der Landrat Bernhard von Goeschen.